# Đông Bắc Bộ
Đông Bắc Bộ (vietnamesisch für Nordosten) ist eine Region in Vietnam. Die Region ist ein geografischer Teil des nördlichen Vietnam (Bắc Bộ), zu dem außerdem die Regionen Nordwesten (Tây Bắc Bộ) und das Delta des Roten Flusses (Đồng Bằng Sông Hồng) zählen.

## Provinzen
| Provinzen   | Hauptstadt  | Bevölkerung (Census vom 1. April 2009) | Fläche (km²) |
| ----------- | ----------- | -------------------------------------- | ------------ |
| Bắc Giang   | Bắc Giang   | 1.594.300                              | 3.827,4 km²  |
| Bắc Kạn     | Bắc Kạn     | 301.500                                | 4.868,4 km²  |
| Cao Bằng    | Cao Bằng    | 518.900                                | 6.724,6 km²  |
| Hà Giang    | Hà Giang    | 683.500                                | 7.945,8 km²  |
| Lạng Sơn    | Lang Sơn    | 746.400                                | 8.331,2 km²  |
| Phú Thọ     | Việt Trì    | 1.336.600                              | 3.528,4 km²  |
| Quảng Ninh  | Hạ Long     | 1.091.300                              | 6.099,0 km²  |
| Thái Nguyên | Thái Nguyên | 1.127.200                              | 3.546,6 km²  |
| Tuyên Quang | Tuyên Quang | 723.300                                | 5.870,4 km²  |

- Die zwei Provinzen Lào Cai und Yên Bái werden in der Regel als Teil der Nordwestregion angesehen.

## Bilder

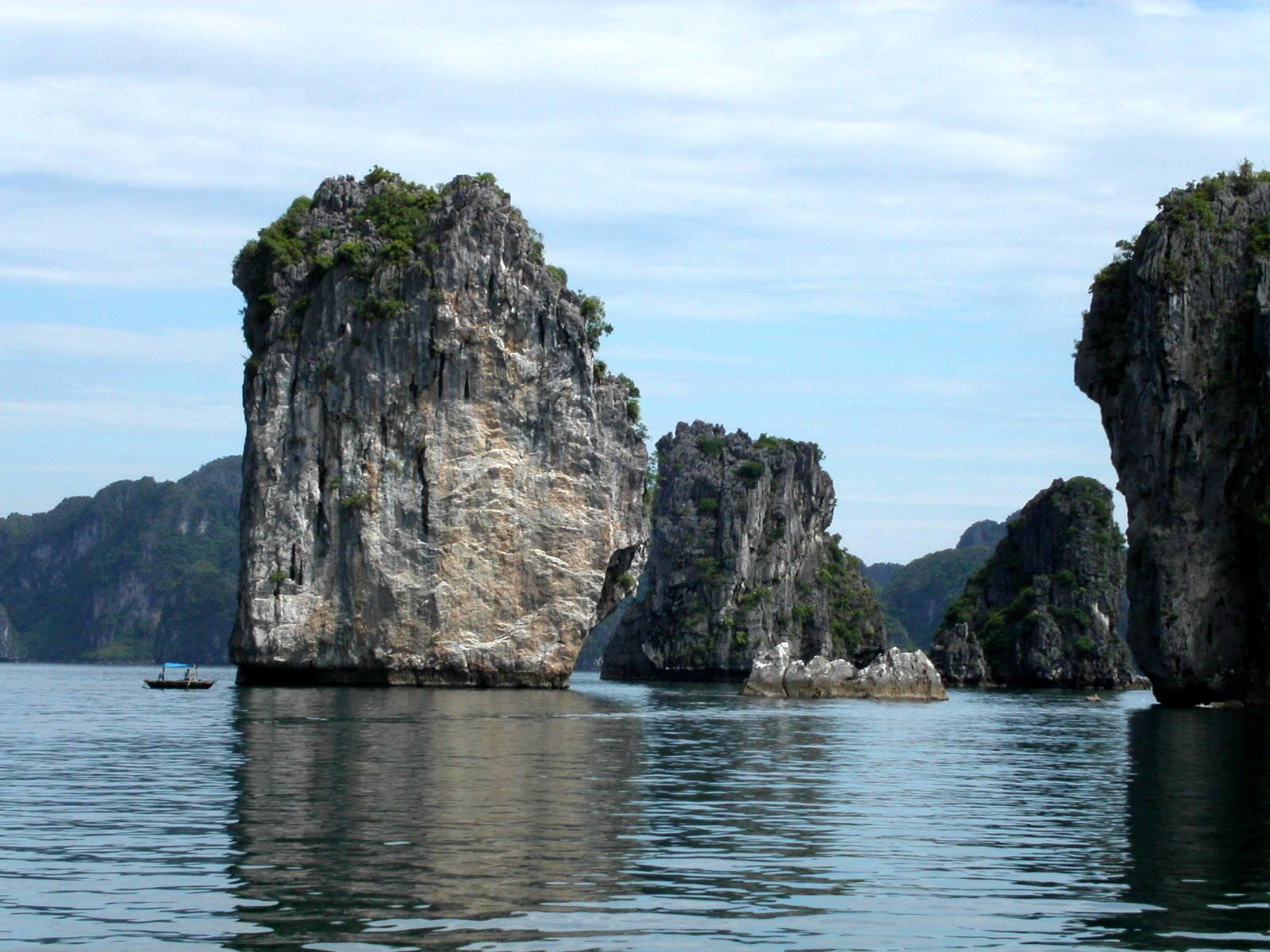
Halong-Bucht in der Provinz Quảng Ninh
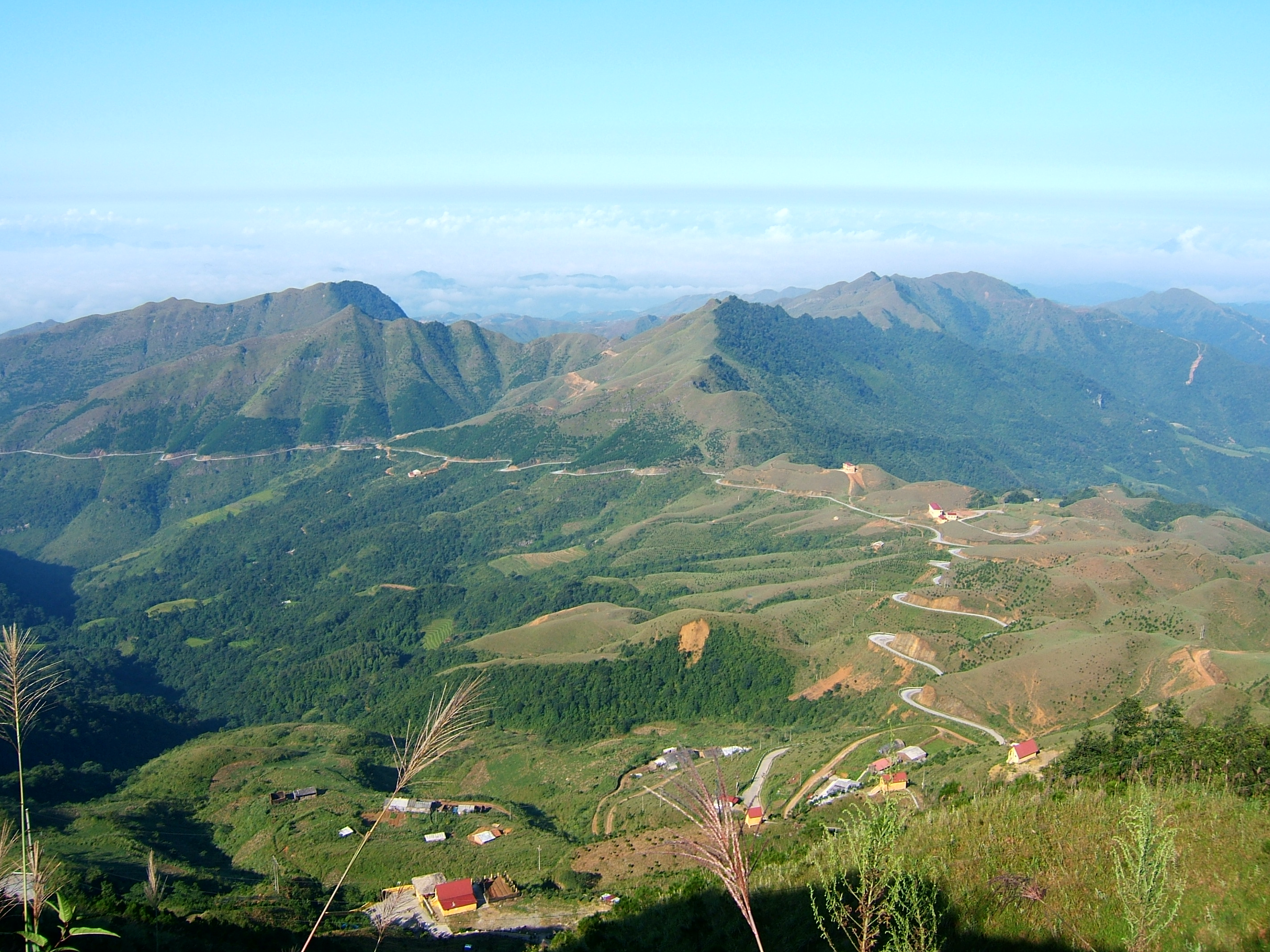
Berg Mẫu Sơn in der Provinz Lạng Sơn
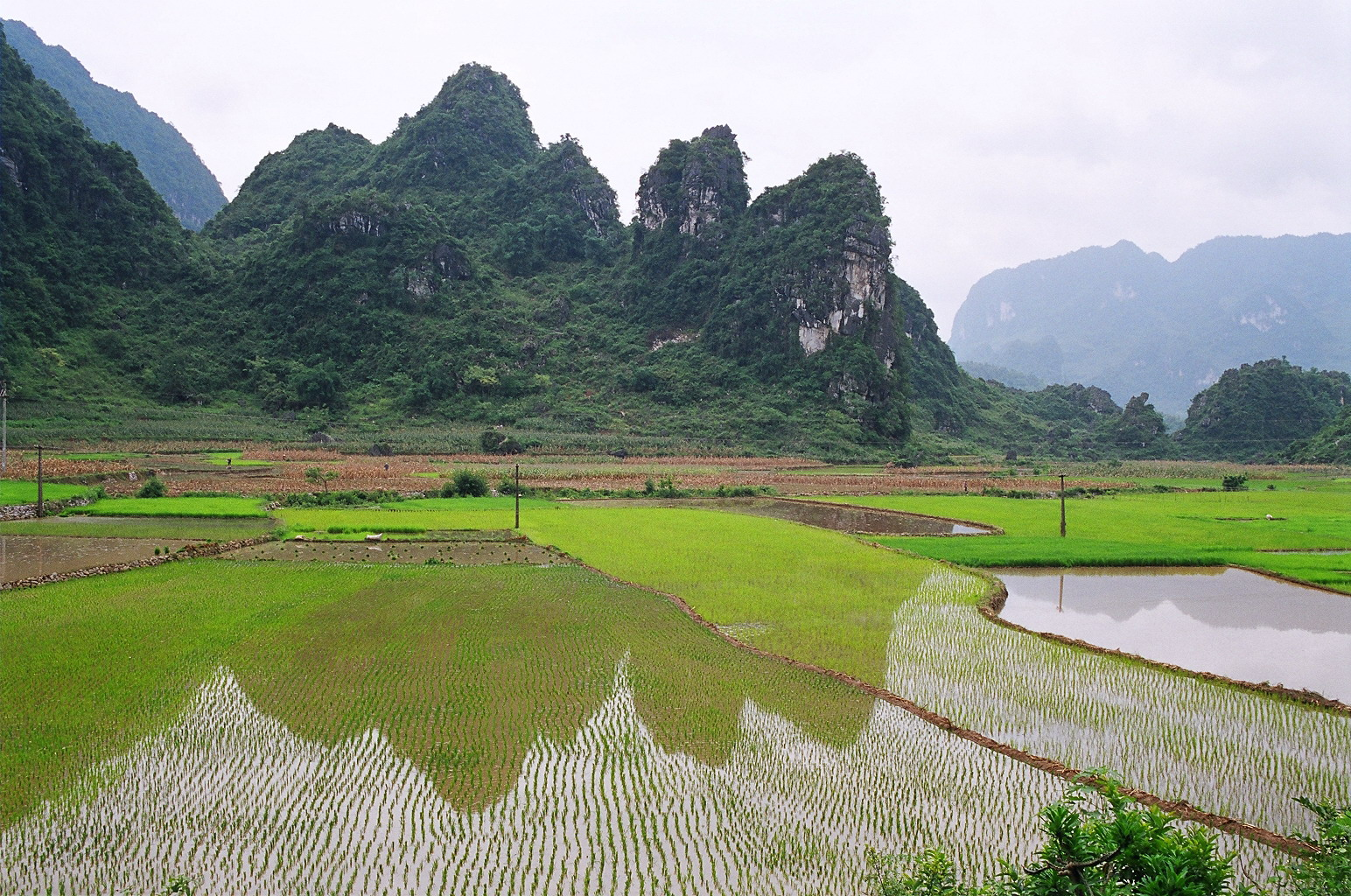
Reisfelder in Cao Bằng
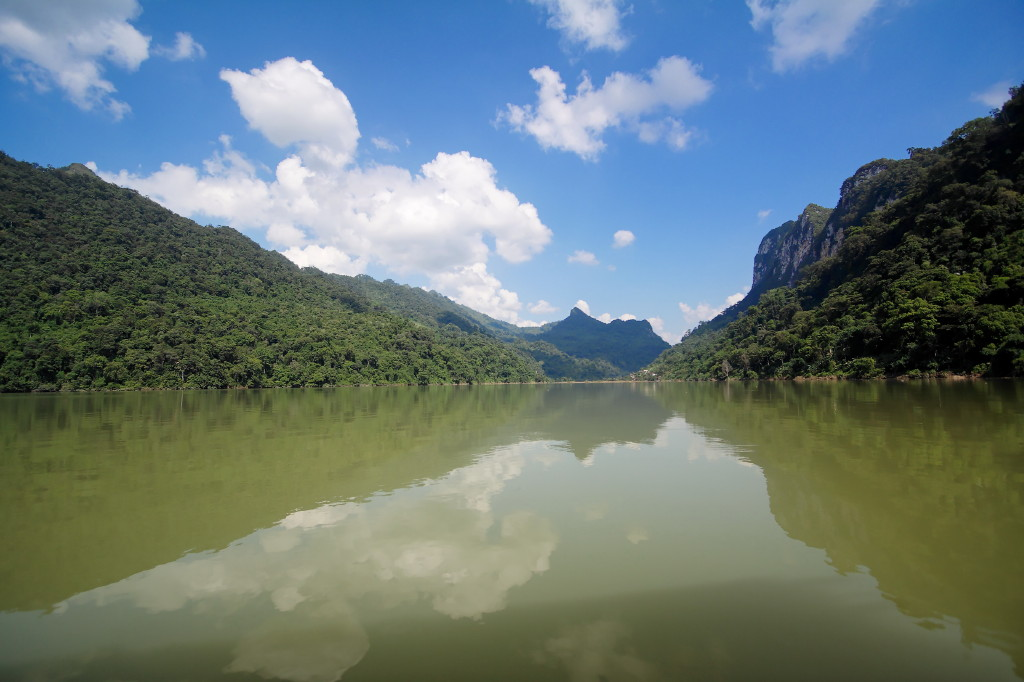
See Ba Bể in Bắc Kạn
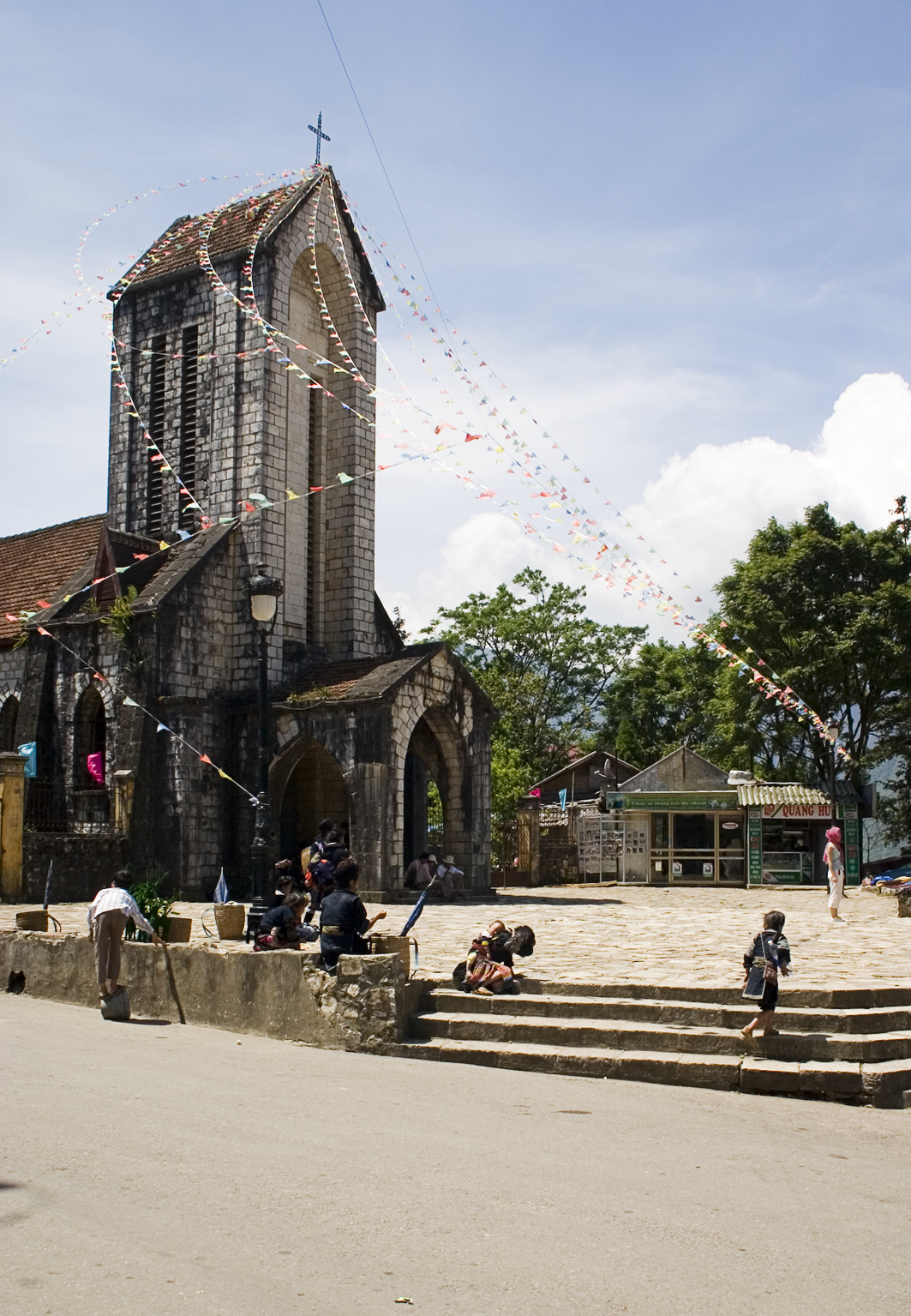
Nhà Thờ Đá (Steinkirche) in Sa Pa

Koordinaten: 21° 27′ N, 106° 8′ O